# Donald Brian
Donald Brian est un acteur, chanteur, danseur, producteur, compositeur et parolier terreneuvien, né le 17 février 1877 à Saint-Jean de Terre-Neuve et mort le 22 décembre 1948 à New York.
Il est connu pour ses rôles au cinéma dans The Man Without a Country (1937), The Voice in the Fog (1915), The Smugglers (1916). Il joue sur scène dans de nombreuses productions sur Broadway, entre 1901 et 1940.
Il a été marié à Virginia O'Brien.